# 퍼즐앤드래곤
《퍼즐 앤 드래곤》(PUZZLE & DRAGONS)은 겅호 온라인 엔터테인먼트에서 만든 모바일 퍼즐 RPG 게임이다. 퍼드, 파즈도라로도 불린다. 대한민국에서는 Neocyon이 퍼블리싱 중이다. 게임 자체는 무료이지만 인앱 결제를 포함하고 있다.
모바일게임으로는 최초로 매출 1조를 돌파한 게임으로 알려져 있다

## 게임 특징
RPG와 퍼즐게임을 복합한 퍼즐RPG 게임이다. 스토리나 플레이어 캐릭터를 가지고 있지는 않지만 몬스터의 수집 및 육성 요소를 가지고 있어 RPG의 특성을 가지고 있다. 플레이어는 수집한 몬스터들 중 6개의 몬스터를 골라 파티로 지정할 수 있다.
몬스터의 진화 버전이나 던전과 같은 게임 업데이트를 실시하기 전에 트위터 공식계정을 통해 투표를 받거나 정보를 미리 공개하는 등 유저들과의 소통이 비교적 활발한 편이다.

## 게임 요소
게임의 요소는 크게 퍼즐을 통한 던전 공략과 몬스터 수집으로 구성되어 있다. 플레이어는 기본적으로 몬스터를 사용한 파티 구성을 통해 던전을 공략하게 된다. 던전 공략에는 퍼즐적인 요소가 사용되며, 그 외에 던전에 입장한 파티의 몬스터들의 고유 스킬과 리더 스킬을 사용할 수 있다.

### 던전
10, 50개의 층 (배틀)으로 구성. 특정 던전을 제외하면 스테미나를 소비(2 ~ 99)하며, 5분에 1개씩 충전(7.1버젼 패치때 10분에서 5분으로 변경됨) 또는 레벨업이나 마법석 1개 소비로 모두 충전 가능. 크게 적 몬스터가 스킬을 쓰지 않는 노말 던전, 적 몬스터가 스킬을 쓰는 테크니컬 던전, 팀이 일정 조건을 갖추어야 입장할 수 있는 조건 던전 (테크니컬 던전의 일부)으로 구성. 입장 후 자신의 HP가 0이 되면 게임 오버. 마법석 (유저가 현금으로 살 수 있는 게임머니. 개당 약 1100원) 1개로 죽은 자리에서 다시 시작할 수 있다.
적 몬스터마다 고유의 체력, 방어력, 공격력, 턴이 있다.
1. 체력이 0이 된 몬스터는 죽는다
2. 특정 몬스터를 공격할 때, 맨 밑에 있는 배수를 곱한 후, 몬스터의 방어력을 차감한 데미지가 실제 데미지이다. 이 데미지가 1 이하일 경우에는 1밖에 데미지가 들어가지 않는다. 몬스터의 턴은 몬스터의 머리 위에 in+숫자 의 조합으로 표시된다.

몬스터는 일정 주기 (턴) 마다 다음 행동을 한다.
- 노말 던전 - 무조건 공격
- 테크니컬 던전 - 공격 또는 일정 확률로 스킬 사용. 일부 몬스터는 선제 공격을 한다

턴은 플레이어가 드롭의 움직임이 종료될 때마다 차감된다. 자신의 스킬 턴을 모으려면 드롭을 지우면 된다. 특정 몬스터를 먼저 없애고 싶을 때, 그 몬스터를 클릭하여 타겟으로 지정할 수 있으며 타겟의 해제 역시 같은 방식으로 진행된다. 1개의 배틀을 클리어 할 때마다 1개 이하의 몬스터 또는 코인이 랜덤 수집된다. 클리어 전에 던전을 나올 경우 획득했던 아이템은 모두 삭제된다.

### 몬스터
기본적으로 몬스터 수집 및 육성 게임이기 때문에 매우 다양한 일러스트의 다양한 몬스터들이 존재한다. 현재 한판 기준(2014년 6월 말 기준)으로 1300여마리의 몬스터가 등장한다.

### 획득 방법
몬스터의 획득 방법은 크게 세 가지가 있다. 이 문서에서는 진화 전의 몬스터와 진화 후의 몬스터 두 가지를 다른 몬스터로 가정한다. 이는 퍼즐 앤 드래곤의 산달폰 던전에서 진화 전 몬스터와 진화 후 몬스터를 같은 몬스터로 가정하지 않았던 분류에서 유래한다.

#### 던전 공략
던전 공략을 통해 일정 확률로 획득 가능하다. 강림 던전의 경우 리더급으로 사용 가능한 몬스터를 얻을 수 있다는 장점이 있다.

#### 뽑기
우정 에그나 레어 에그 등 포인트나 인앱 결제 아이템인 마법석을 통해 획득 가능한 방법으로, 던전 공략을 통해서는 얻을 수 없는 몬스터들이 등장한다. 레어 에그의 경우 한판 기준으로 매달 31일에서 다음 달 1일, 14일에서 15일까지 갓페스티벌을 통해 보다 높은 등급의 몬스터 획득 확률이 높아진다. 또한 갓페스티벌 한정 몬스터도 이 때 레어 에그를 통해서만 얻을 수 있다 이제는 렝크업으로도 레어에그를 뽑을수가 있다

### 타입
퍼즐 앤 드래곤의 몬스터는 다음 중 적어도 한 개 이상의 타입으로 분류된다. 두 개의 타입을 부여받기도 한다. 곧 있으면 3가지타입을 동시에가진 몬스터가 나올 예정이라 한다.

#### 밸런스 타입
Hp,공격력, 회복력 등의 스테이터스가 각각 균형 잡혀 있는 몬스터

#### 공격 타입
HP와 회복력이 낮은 대신 높은 공격력을 지닌 몬스터

#### 체력 타입
HP가 높은 대신 낮은 회복력과 공격력을 지닌 몬스터

#### 회복 타입
높은 회복력 대신 낮은 체력과 공격력을 지닌 몬스터

#### 드래곤 타입
위의 타입들과는 달리 외형에서 확연하게 구분되는 속성. 따라서 능력과 속성이 완벽하게 일치하지 않는 경우가 많으나 주로 회복력이 낮고 공격력과 HP가 높은 편이다.

#### 신 타입
신화의 등장인물들을 모티브로 삼은 몬스터들이며 대부분 레어 에그를 통해 입수할 수 있는 경우가 많다. 신 타입의 몬스터들 중 대표적으로 던전 공략을 통해 입수할 수 있는 몬스터들은 강림 던전으로 출현한다.

#### 악마 타입
악마를 모티브로 한 몬스터

#### 진화용 타입
몬스터를 진화시키기 위한 소재로 사용되는 몬스터이다. 몬스터의 레벨을 성장시킬 수 없기 때문에 전투용으로는 부적합하지만 낮은 코스트에 공격력이 높은 일이 있어 초보 시절에 간단하게 사용할 수도 있다.

#### 강화합성용 타입
몬스터를 강화하기 위한 몬스터로 다른 몬스터보다 합성 시 얻을 수 있는 경험치가 높다. 선물용 시리즈의 경우 진화 후 성장시킨 후에 강화합성 하는 경우도 있다
또한 XX삐 시리즈가 나왔는데 이 강화합성용 XX삐를 먹일 경우 100%확률로 스킬레벨업이 된다
(의외로 강화합성용몬스터의 스텟을 증가시키는 리더스킬도 있다)

#### 능력각성용 타입
각성 스킬을 발동시키기 위해 사용하는 몬스터로 타마도라와 타마도라 베이비의 두가지가 있으며 이 두가지 외의 방식으로 능력을 각성시키기 위해서는 진화 수준이 같은, 동종의 몬스터를 합성해야만 한다.

### 특성
몬스터는 불, 물, 나무, 빛, 어둠의 5가지 특성을 기본적으로 가지고 있으며 이것은 아래에 서술된 속성 내용에 따라 적에게 데미지로 적용된다. 특성에 의한 데미지 보정은 플레이어의 공격에만 적용되며, 적 몬스터의 공격에는 해당 보정이 이루어지지 않는다. 하지만 스킬이나 파티의 리더가 가지고 있는 리더스킬에 따라 특성 속성의 적으로부터 받는 데미지를 경감하거나 무효화 할 수 있다.
몬스터 중에는 2가지의 속성을 가지는 몬스터도 존재하며 기본적 속성과 하위 속성으로 구분된다. 기본 특성은 다른 몬스터와 같은 방식으로 데미지가 산정되나 하위 속성은 기본 속성보다는 낮은 데미지를 가진다.(주속성과 같을시 10%, 주속성과 다를시 30%의 공격력)

## 퍼즐구성
퍼즐칸 크기는 세로 5칸 x 가로 6칸으로 구성되어 있으며. 5종류의 속성 드롭과 회복 드롭, 특수 드롭으로 구성된다.
- 불속성 드롭
- 물속성 드롭
- 나무속성 드롭
- 빛속성 드롭
- 어둠속성 드롭
- 회복 드롭
- 방해 드롭 (특수)
- 독 드롭 (특수)
- 맹독 드롭 (특수)
- 폭탄 드롭 (특수)

각각의 드롭은 각 속성에 매치되는 몬스터의 속성에 대응해 공격을 실시하게 된다. 불속성의 드롭을 지웠을 경우 불속성의 몬스터만이 공격을 실시한다.
플레이어는 3개 이상의 같은 드롭을 가로나 세로의 직선으로 연결하여 지운다. 드롭을 이동할 때 그 경로에 있는 드롭들은 하나씩 위치가 밀리며, 기본 제한 시간인 5초 내에서는 드롭의 이동이 자유롭다. 기본적으로 가로세로의 직선 움직임을 위주로 하지만 화면이 허락한다면 8방향으로 자유 이동 가능하다. 한 번의 이동 안에 연속해서 여러 드롭을 지울 경우 콤보가 성립해 콤보 수에 따라 데미지나 회복량이 증가한다.
같은 색 드롭을 동시에 5개 이상 제거시 전체의 적을 공격할 수 있으며, 새로 추가된 각성 시스템으로 인해 4개의 드롭을 동시 제거 시(2way) 때에 따라 2명의 적을 동시에 공격할 수도 있다.
몬스터에 따라 드롭을 다른 속성의 드롭으로 변화시키는 스킬을 가지고 있거나 던전에 따라서 특정 드롭이 생성되지 않는 등 드롭의 종류나 스킬 등으로 게임의 전략성을 부여하고 있다.

### 데미지 산정방법
- 같은 색상의 드롭 3개 터트림 = 1.0배
- 1콤보 이후 콤보가 추가될 때마다 = 0.25배 가산
- 같은 색상의 드롭 4개 터트림 = 1.0배 + 0.25배 = 1.25배
- 같은 색상의 드롭 5개 터트림 = 1.0배 + 0.5배 = 1.5배(전체공격)
- 같은 색상의 드롭 6개 터트림 = 1.0배 + 0.75배 = 1.75배(전체공격)
- 같은 색상의 드롭 3개를 2콤보 = (1.0배 + 1.0배) × (1배 + 0.25배) = 2.5배
- 같은 색상의 드롭이 6개가 있을 때 이를 2콤보로 하여 단일 타겟을 때리든지, 아니면 한번에 제거하여 전체공격을 할지에 따라 데미지가 달라진다.

### 속성
- 불속성은 물속성에 약하고(0.5배) 나무속성에 강함(2.0배)
- 물속성은 나무속성에 약하고(0.5배) 불속성에 강함(2.0배)
- 나무속성은 불속성에 약하고(0.5배) 물속성에 강함(2.0배)
- 어둠속성은 빛속성에 강함(2.0배)
- 빛속성은 어둠속성에 강함(2.0배)

## 같이 보기
- 에노키안의 전설
- 퍼즐앤드래곤 Z
- 퍼즐앤드래곤 크로스
- 퍼즐드라 (애니메이션)